# Salihorsk
Salihorsk (în belarusă Салігорск, transliterat: Salihorsk) este un oraș în regiunea Minsk, Belarus.
Se află la o altitudine de 153 m deasupra nivelului mării. Are o suprafață de 15 km². Populația este de 97.818 locuitori, determinată în 1 ianuarie 2024, prin estimare[*].